# Penaea
Penaea és un gènere amb 50 espècies de plantes de l'ordre Myrtales, família Penaeaceae. D'algunes espècies s'extreu la goma natural anomenada sarcocol·la o angelot, una espècie de goma aromàtica transparent, de color vermella o groguenca, de gust amargós i olor ambrada, que regalima en forma de granets oblongs. S'usava abans per a curar ferides.

## Espècies seleccionades
- Penaea acuta Thunb. -- in Hoffm.
- Penaea acutifolia A.Juss.
- Penaea affinis Endl.
- Penaea barbata Endl.
- Penaea bolusii Gand.
- Penaea candolleana Stephens
- Penaea cneorum Meisn.
- Penaea dahlgrenii Rourke
- Penaea dregei Endl. --
- Penaea mucronada L. - planta dels azarotes d'Àfrica[1]